# Econazionalismo
L'econazionalismo è una via politico-culturale che tende a conciliare o a far coincidere il concetto di nazione con quello di sistema ecologico. Il significato del termine assume differenze sostanziali a seconda del contesto in cui è stato applicato.

## Nascita del termine
Econazionalismo è un neologismo che ebbe origine in modo parallelo nel mondo anglofono e in quello euro-mediterraneo. Nel primo caso, il termine descrive una forma emergente di nazionalismo che compendia in sé tematiche economiche ed ecologiche. In questo senso, negli Stati Uniti, fu utilizzato da personaggi dei media come Lou Dobbs che cercarono di definire strumenti di protezione della classe lavoratrice nei confronti della disoccupazione, della globalizzazione, dell'immigrazione incontrollata. In tal senso, il lemma può assumere un segno negativo e prossimo al protezionismo.
Sempre negli USA, un articolo di Jacob Weisberg su Slate Magazine avrebbe aperto le porte all'utilizzo della parola, nonostante non sia effettivamente citata nel testo.

## Nei paesi in via di sviluppo e dell'Est Europa
Di nazionalismo ecologista si è parlato ad esempio per ciò che attiene allo sforzo di rendere un sistema autonomo sotto il profilo energetico e delle materie prime, come nel caso del Brasile o delle Repubbliche ex-sovietiche all'indomani dello scioglimento dell'URSS. In quest'ultimo caso il tema energetico (in particolare nucleare) si intreccia alle problematiche delle minoranze etniche della regione russa.

## Nell'Europa occidentale
La definizione di econazionalisti nell'Europa occidentale ha invece radici che esulano da tematiche strettamente economiche e si origina per di più da riflessioni di carattere spirituale all'interno di temi politici di formazioni identitarie e indipendentiste.
In tal senso, il termine compare in Italia attorno all'anno 2005 con le tesi pubblicate del movimento Domà Nunch, cui seguirono le interpretazioni di altri movimenti, come quella del partito politico Sardigna Natzione Indipendentzia. Nella penisola iberica, econacionalista era già la definizione di alcuni gruppi che univano in sé politiche nacionalistas (ovvero autonomiste) con quelle dei movimenti Verdi in Catalogna (Iniziativa per la Catalogna Verdi e Els Verds-Alternativa Verda), nel Paese valenzano, in Galizia e Andalusia.
Questi econazionalismo rifiutano implicazioni di ordine strettamente etnico e biologico nella definizione della nazione, ma la allarga all'intero ecosistema, includendovi gli esseri viventi, il paesaggio, la cultura umana e ogni altro elemento legato al territorio nativo, parola dalla quale deriva etimologicamente il termine stesso di nazione. Partendo dalla considerazione che terra può essere associata all'idea di madre e che l'uomo e i viventi sono suoi figli, questi econazionalisti condividono, seppur accettando appieno la modernità, una concezione della terra del tutto simile a quella degli indiani d'America; la terra, infatti, non apparterrebbe all'uomo ma sarebbe l'uomo ad appartenere alla terra in cui nasce. Similmente ritengono importante il sostrato culturale apportato dalle religioni native europee, ispirandosi di volta in volta ai culti locali, come quelli del megalitismo sardo nuragici o di matrice celtica e al mito della Dea Madre, diffusa nella preistoria in tutto il bacino del mediterraneo e in diverse parti dell'Europa e del mondo.
Gli econazionalisti sardi e insubri rigettano le tesi discriminatorie di ordine razziale, religioso, politico e sessuale, e indagano invece sul comportamento delle comunità umane in relazione all'ambiente e all'ecosistema nel quale sono inserite e si sono sviluppate. I caratteri somatici geneticamente ereditati costituiscono patrimonio della nazione esattamente come un monumento, una cattedrale o come un bene naturale o un reperto archivistico culturale.
Per econazionalismo si intende quindi l'acquisizione di una forma evoluta di autoconsapevolezza di sé da parte di un gruppo di individui appartenenti a una comunità naturale (la nazione) che accetta di esistere sia in relazione a fattori di tipo culturale ma anche e soprattutto in rapporto a fattori di tipo ambientale.
In ragione di questo tipo di valutazioni l'esistenza della diversità etnica e linguistica richiederebbe una tutela con metodi scientifici ispirati e applicati alla tutela e alla salvaguardia delle specie del regno animale e vegetale. L'econazionalismo considera l'individuo e conseguentemente la nazione indissolubilmente legati alla terra che li ha accolti da un legame di tipo affettivo e spirituale che come un delicato ecosistema non deve per nessun motivo venire alterato.
I meccanismi di emigrazione e di immigrazione costituirebbero delle normali e accettabili variabili numeriche solo se contenute nei limiti di proporzioni accettabili tra popolazione indigena e popolazione allogena e l'alterazione di questi equilibri produrrebbe conflitti sociali, danni ambientali e sradicamento identitario degli individui.